# Chaînon Livingston

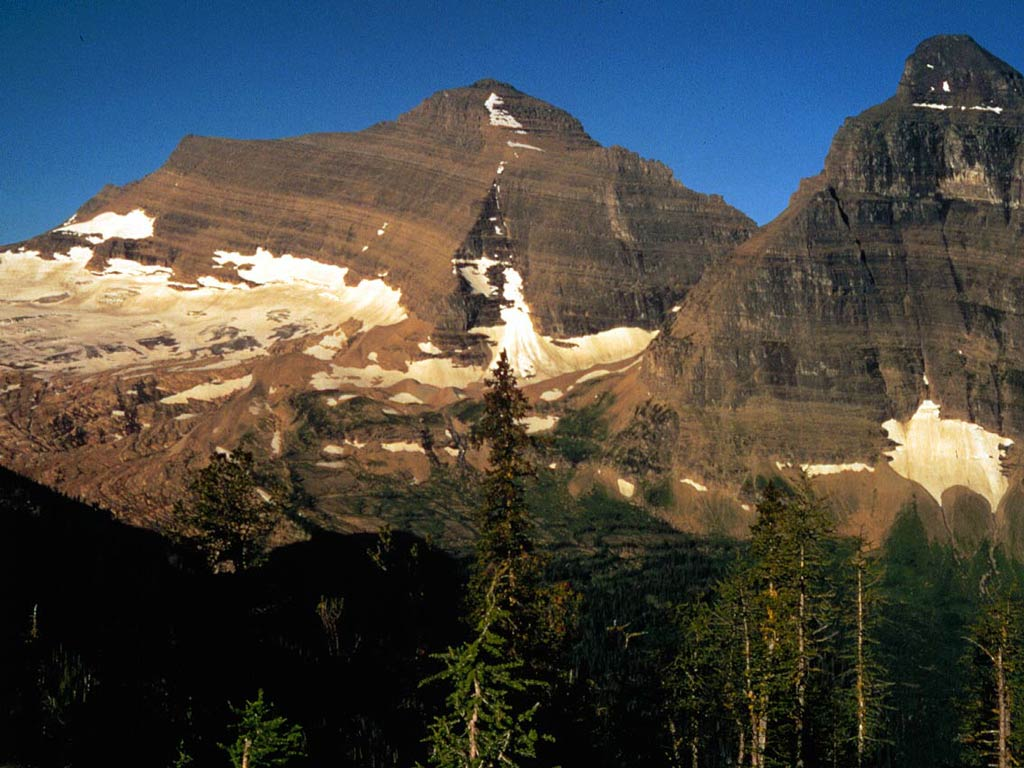
Le pic Kintla est le point culminant du massif

La chaînon Livingston est un massif montagneux des montagnes Rocheuses située dans le Nord du Montana aux États-Unis. Le massif, qui passe dans le parc national de Glacier, fait 58 km de long sur 45 km de large. Plus de 15 sommets dépassent les 2 700 mètres d’altitude. Le point culminant est le pic Kintla qui culmine à 3 079 mètres alors que les vallées environnantes sont à environ 1 200 mètres de haut ce qui rend les montagnes imposantes vu la différence de hauteur.
Formé par le phénomène géologique nommé chevauchement de Lewis qui commença il y a 170 millions d’années, un énorme bloc de roches datant du Précambrien d’environ 5 km d’épaisseur sur 80 km de large et 257 km de long s’est soulevé au-dessus des roches plus jeunes datant du Crétacé.